# 成育過程にある者及びその保護者並びに妊産婦に対し必要な成育医療等を切れ目なく提供するための施策の総合的な推進に関する法律
成育過程にある者及びその保護者並びに妊産婦に対し必要な成育医療等を切れ目なく提供するための施策の総合的な推進に関する法律（せいいくかていにあるものおよびそのほごしゃならびににんさんふにたいしひつようなせいいくいりょうとうをきれめなくていきょうするためのせさくのそうごうてきなすいしんにかんするほうりつ、平成30年12月14日法律第104号）は、成育医療等の提供に関する施策の基本となる事項を定める日本の法律である。
児童福祉、母子保健、医療、健康増進等の諸施策を包括・連携させる狙いがある。
河村建夫、自見英子らを中心とする超党派の議員連盟が第197回国会に議案提出、衆参両院で全会一致で可決、成立した。2019年（令和元年）12月1日施行。

## 主務官庁
- こども家庭庁成育局母子保健課[3]

厚生労働省医政局総務課、同社会・援護局総務課、文部科学省初等中等教育局幼児教育課など他省庁と連携して執行にあたる。

## 構成
- 第一章　総則（第1条―第10条）
- 第二章　成育医療等基本方針（第11条）
- 第三章　基本的施策（第12条―第16条）
- 第四章　成育医療等協議会（第17条―第18条）
- 第五章　雑則（第19条）
- 附則

## 目的等
この法律は、次代の社会を担う成育過程にある者の個人としての尊厳が重んぜられ、その心身の健やかな成育が確保されることが重要な課題となっていること等に鑑み、児童の権利に関する条約の精神にのっとり、成育医療等の提供に関する施策に関し、基本理念を定め、国、地方公共団体、保護者及び医療関係者等の責務等を明らかにし、並びに成育医療等基本方針の策定について定めるとともに、成育医療等の提供に関する施策の基本となる事項を定めることにより、成育過程にある者及びその保護者並びに妊産婦（以下「成育過程にある者等」という。）に対し必要な成育医療等を切れ目なく提供するための施策を総合的に推進することを目的とする（第1条）。
この法律において「成育過程」とは、出生に始まり、新生児期、乳幼児期、学童期及び思春期の各段階を経て、おとなになるまでの一連の成長の過程をいう。「成育医療等」とは、妊娠、出産及び育児に関する問題、成育過程の各段階において生ずる心身の健康に関する問題等を包括的に捉えて適切に対応する医療及び保健並びにこれらに密接に関連する教育、福祉等に係るサービス等をいう（第2条）。
成育医療等の提供に関する施策は、成育過程にある者の心身の健やかな成育が図られることを保障される権利を尊重して推進されなければならない（第3条1項）。

## 国等の責務
国は、第3条の基本理念（以下単に「基本理念」という。）にのっとり、成育医療等の提供に関する施策を総合的に策定し、及び実施する責務を有する（第4条）。
地方公共団体は、基本理念にのっとり、成育医療等の提供に関する施策に関し、国との連携を図りつつ、その地域の特性に応じた施策を策定し、及び実施する責務を有する（第5条）。
父母その他の保護者は、その保護する子どもがその成育過程の各段階において必要な成育医療等の提供を受けられるように配慮するよう努めなければならない。国及び地方公共団体は、保護者に対し、この責務が果たされるように必要な支援を行うものとする（第6条）。
医師、歯科医師、薬剤師、保健師、助産師、看護師その他の医療関係者は、国及び地方公共団体が講ずる成育医療等の提供に関する施策に協力し、成育過程にある者の心身の健やかな成育並びに妊産婦の健康の保持及び増進に寄与するよう努めるとともに、成育医療等を必要とする者の置かれている状況を深く認識し、良質かつ適切な成育医療等を提供するよう努めなければならない（第7条1項）。これらの医療関係者以外の成育医療等又はこれに関連する職務に従事する者並びにこれらに関する関係機関及び関係団体は、国及び地方公共団体が講ずる成育医療等の提供に関する施策に協力し、成育過程にある者の心身の健やかな成育並びに妊産婦の健康の保持及び増進に寄与するよう努めなければならない（第7条2項）。
国、地方公共団体及び医療関係者等は、基本理念の実現を図るため、相互に連携を図りながら協力するよう努めなければならない（第8条）。
政府は、成育医療等の提供に関する施策を実施するため必要な法制上又は財政上の措置その他の措置を講じなければならない（第9条）。
政府は、毎年一回、成育過程にある者等の状況及び成育医療等の提供に関する施策の実施の状況を公表しなければならない（第10条）。

## 成育医療等基本方針
政府は、基本理念にのっとり、成育医療等の提供に関する施策の総合的な推進に関する基本的な方針（成育医療等基本方針）を定めなければならない（第11条1項）。この規定に基づき、現在「成育医療等の提供に関する施策の総合的な推進に関する基本的な方針」（令和3年2月9日閣議決定）が定められている。
成育医療等基本方針は、次に掲げる事項について定めるものとする（第11条2項）。
1. 成育医療等の提供に関する施策の推進に関する基本的方向
2. 成育医療等の提供に関する施策に関する基本的な事項
3. 前二号に掲げるもののほか、成育医療等の提供に関する施策の推進に関する重要事項

内閣総理大臣は、成育医療等基本方針の案を作成し、閣議の決定を求めなければならない。厚生労働大臣は、成育医療等基本方針の案を作成しようとするときは、厚生労働大臣、文部科学大臣その他の関係行政機関の長と協議するとともに、成育医療等協議会の意見を聴くものとする（第11条3項、4項）。この条項の主務大臣は、当初厚生労働大臣とされていたが、2023年（令和5年）4月のこども家庭庁設置の際、こども家庭庁が内閣府の外局となったことから内閣総理大臣に変更された。
政府は、適時に、成育医療等基本方針に基づく施策の実施の状況について、評価を行わなければならない。政府は、成育医療等の提供に関する状況の変化を勘案し、及びこの評価を踏まえ、少なくとも6年ごとに、成育医療等基本方針に検討を加え、必要があると認めるときには、これを変更しなければならない（第11条6項、7項）。

## 成育医療等協議会
こども家庭庁に、成育医療等基本方針に関し、第11条4項に規定する事項を処理するため、成育医療等協議会を置くとされていた（第17条1項）。協議会の委員は、成育医療等に従事する者及び学識経験を有する者のうちから、20人以内で厚生労働大臣が任命する（第18条1項、施行令第1条）。協議会の委員は非常勤とし、任期は2年で再任を妨げない（第18条2項、施行令第2条）。協議会の庶務は、厚生労働省子ども家庭局母子保健課において処理する（施行令第6条）とされていたが、同課は2023年（令和5年）4月のこども家庭庁設置に伴い同庁成育局に移管、本協議会も新設されたこども家庭審議会に統合され廃止された。
令和2年2月就任の現在の会長は国立成育医療研究センター（旧・国立小児病院）理事長五十嵐隆が務めていた。